# Оксид ниобия(III)
Оксид ниобия(III) — бинарное неорганическое соединение, окисел металла ниобия с формулой Nb2O3, 
чёрно-синие кристаллы, 
не растворимые в воде.

## Получение
- Восстановление оксида ниобия(V) водородом или металлическим магнием:

{\displaystyle {\mathsf {Nb_{2}O_{5}+2H_{2}\ {\xrightarrow {1250^{o}C}}\ Nb_{2}O_{3}+2H_{2}O}}}
{\displaystyle {\mathsf {Nb_{2}O_{5}+2Mg\ {\xrightarrow {T}}\ Nb_{2}O_{3}+2MgO}}}

## Физические свойства
Оксид ниобия(III) образует чёрно-синие кристаллы.
Не растворяется в воде.

## Химические свойства
- Окисляется при нагревании на воздухе:

{\displaystyle {\mathsf {Nb_{2}O_{3}+O_{2}\ {\xrightarrow {T}}\ Nb_{2}O_{5}}}}
- При спекании в инертной атмосфере с углём образует карбид ниобия:

{\displaystyle {\mathsf {Nb_{2}O_{3}+5C\ {\xrightarrow {1200^{o}C}}\ 2NbC+3CO}}}
- При спекании в атмосфере азота с углём образует нитрид ниобия:

{\displaystyle {\mathsf {Nb_{2}O_{3}+N_{2}+3C\ {\xrightarrow {T}}\ 2NbN+3CO}}}
• В инертной атмосфере при сильном нагреве с углём восстанавливается до ниобия:
{\displaystyle {\ce {Nb2O3 + 3C ->[1730 - 1850^oC,Ne] 2Nb + 3CO ^}}}